# Lambula erema
Lambula erema är en fjärilsart som beskrevs av Collenette 1935. Lambula erema ingår i släktet Lambula och familjen björnspinnare. Inga underarter finns listade i Catalogue of Life.